# Apoteosi

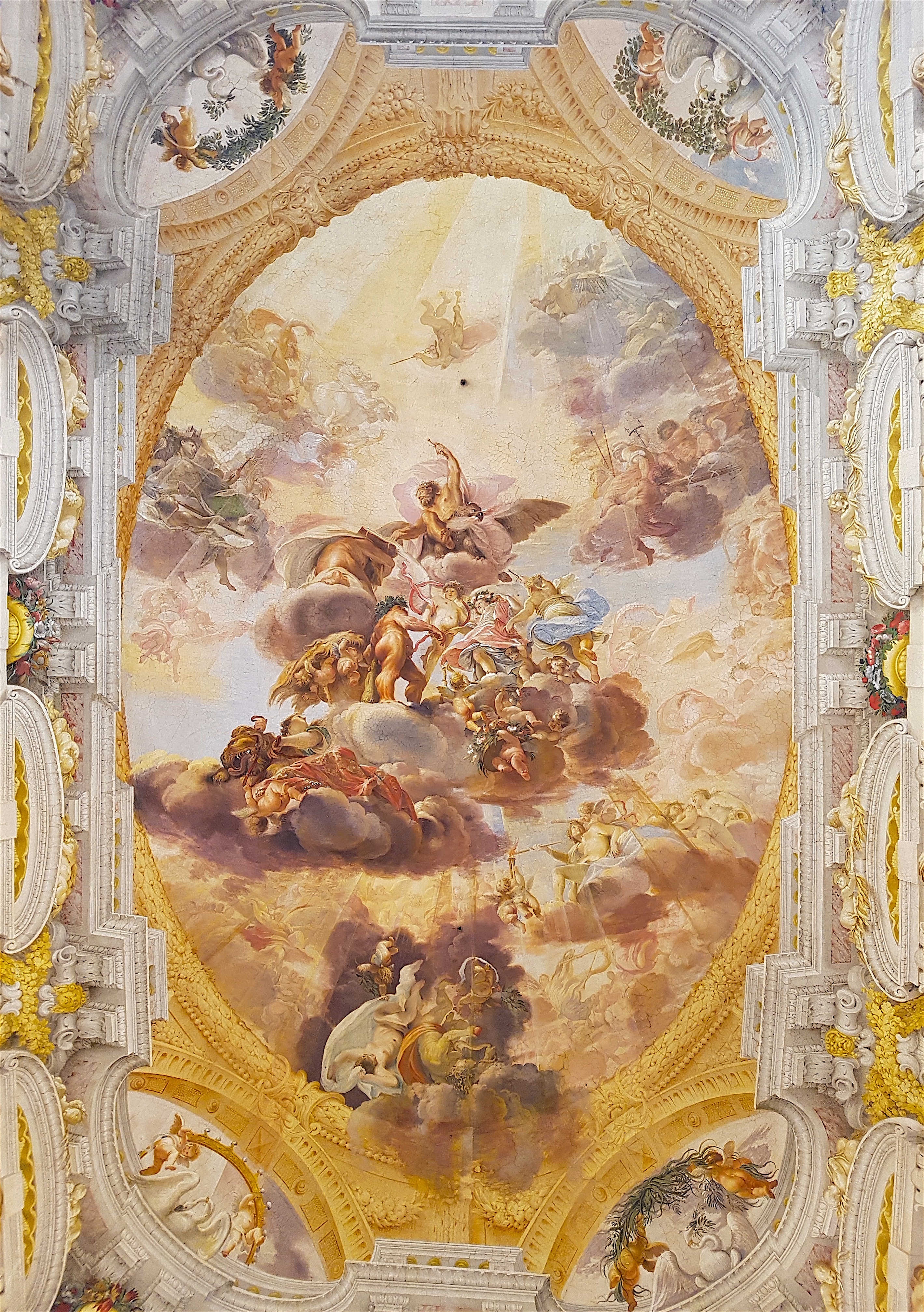
Apoteosi di Ercole nell'Olimpo, affresco di Domenico Maria Canuti (1665), soffitto del salone d'onore di Palazzo Pepoli Campogrande, Bologna.

Apoteosi (in latino apotheosis; in greco antico: ἀποθέωσις?) o deificazione (in latino deificatio) significa "divinizzazione" o, più in generale, "glorificazione", di solito intesa a un livello divino o semi-divino.
Nella mitologia greca si parla di apoteosi quando un essere divino, disceso temporaneamente sulla terra, ritornava alla sua dimora celeste, oppure quando un uomo era elevato ad eroe dopo la morte o anche in vita. Un esempio ne sono Diomede, i Dioscuri, Eracle e Asclepio. Spesso i greci ritenevano che i fondatori di città terminassero la loro vita terrena con un'apoteosi e perciò ricevevano onori simili a quelli tributati alla divinità.
I termini apoteosi e deificazione sono usati anche per indicare quel processo in uso nella Roma antica, nel quale un Imperatore veniva riconosciuto come divinità, solitamente dopo la morte. L'uso è poi passato a indicare una tipica raffigurazione artistica della gloria.

## Etimologia
Il primo termine deriva dal verbo greco ἀποθεόω (apotheoo) col significato di "rendere tra gli dei", mentre il secondo è analogamente un composto dei termini latini deum ("dio") facere ("fare"). Entrambi indicano dunque un atto con il quale si riconosce la condizione divina di qualcuno o di qualcosa. Nella mitologia greca il primo mortale che ascese al cielo dopo la morte fu il semidio Eracle. La sua anima, mentre il corpo avvelenato dal sangue del centauro Nesso veniva bruciato su una pira, fu portata da Atena sull'Olimpo per volere del padre Zeus, dove venne accolta fra gli dei.

## Storia

### Nell'antica Grecia
Nell'arte greca era molto diffuso il motivo dell'apoteosi di Omero. Altri esempi risalenti all'antica Grecia sono il culto dei mitici eroi (in primis Eracle) e, in epoca successiva, la divinizzazione dei maestri delle varie scuole filosofiche (vedi divinizzazione filosofica).

### L'apoteosi imperiale nell'antica Roma

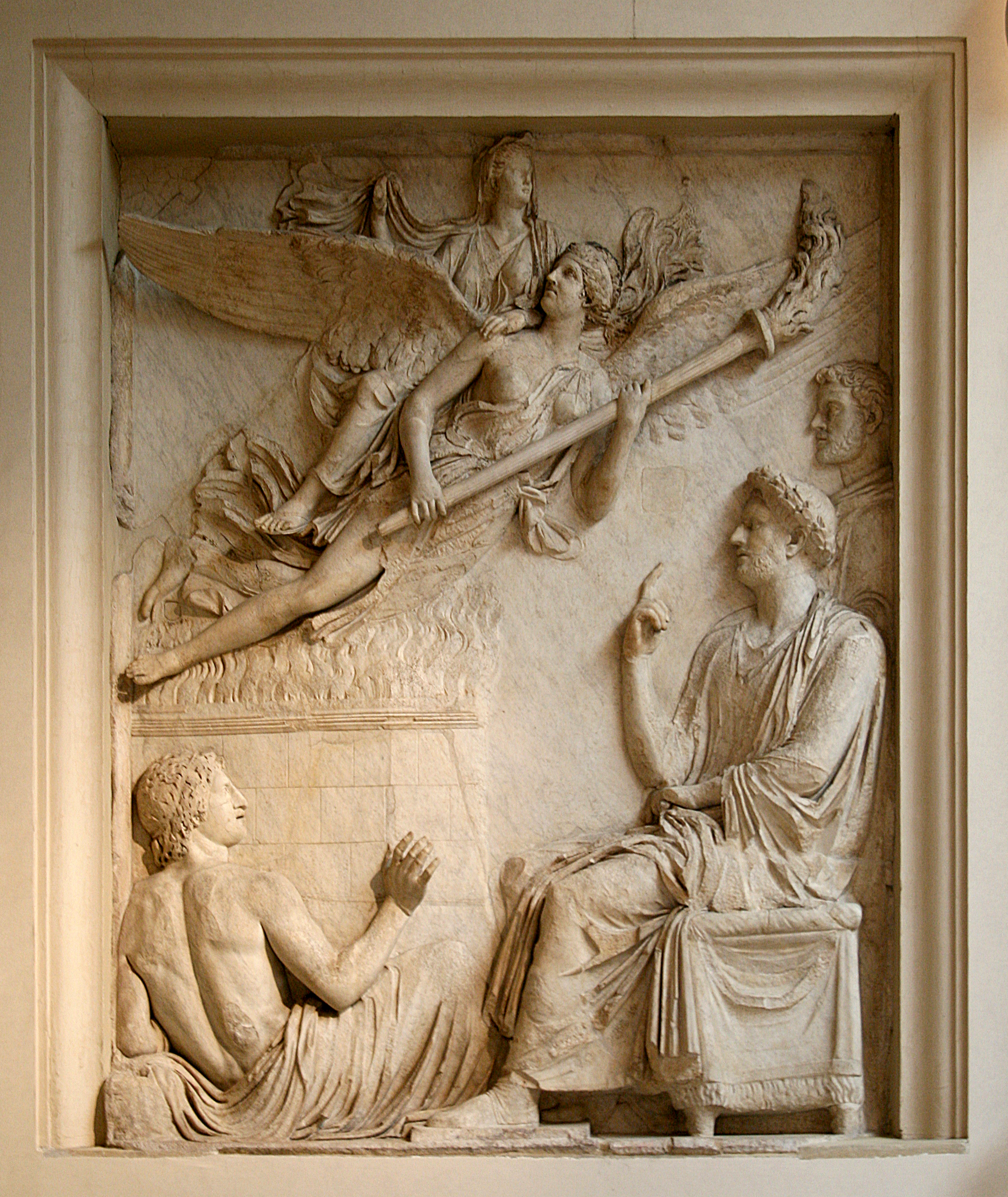
Rilievo dall'Arco di Portogallo: Adriano assiste all'apoteosi di sua moglie Vibia Sabina (136-137); Musei Capitolini.

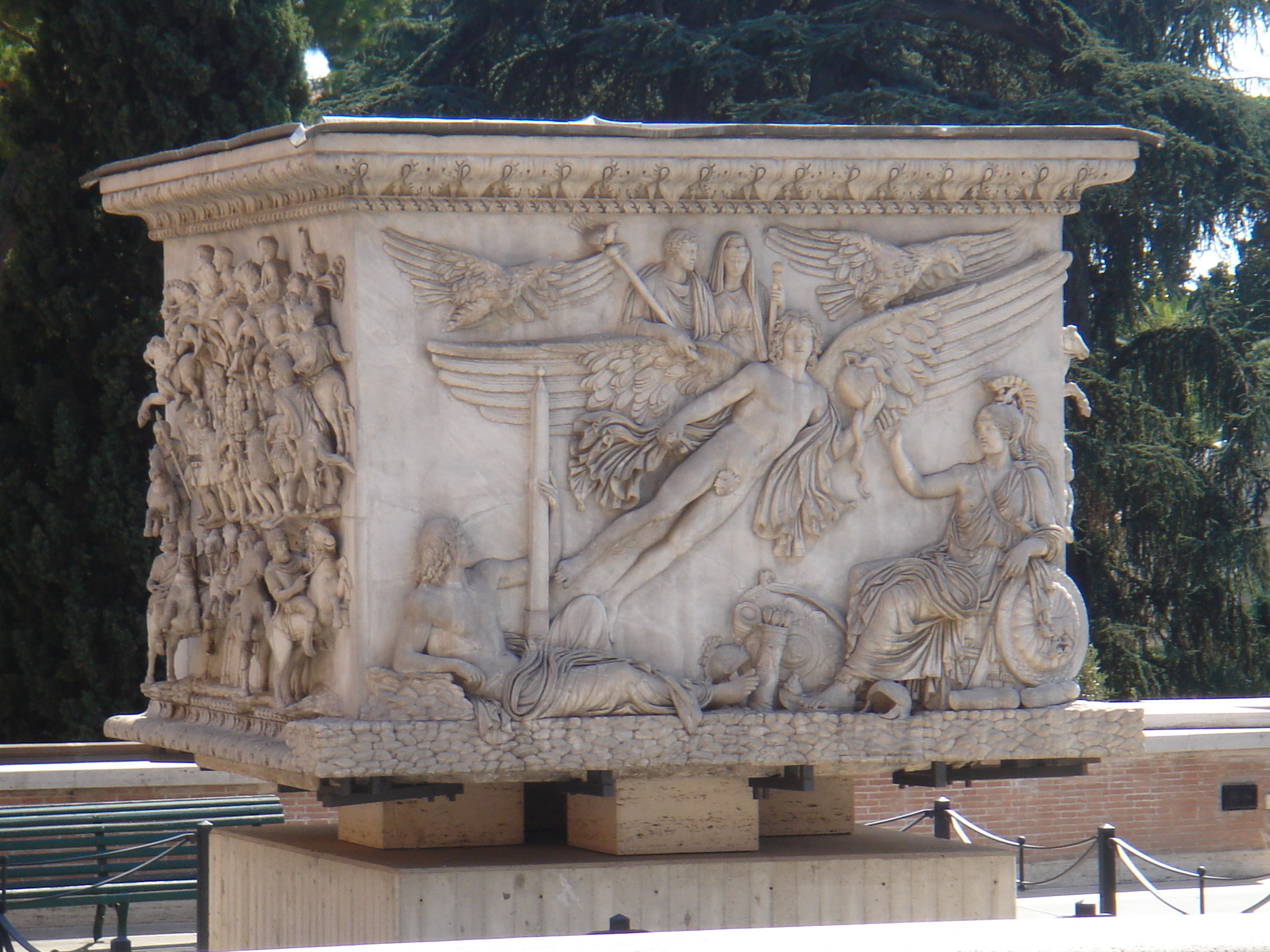
La base della Colonna Antonina, con l'apoteosi di Antonino Pio e sua moglie Faustina maggiore (161-162); Musei Vaticani.

L'apoteosi di un imperatore romano era essenzialmente un atto politico attuato dal successore dell'imperatore. Tale processo prevedeva la creazione di un'immagine di cera dell'imperatore riccamente vestito e seduto, esposta in pubblico per un certo numero di giorni, dopo di che veniva bruciata all'aperto su una pira funeraria, su cui veniva fatta liberare un'aquila, a simboleggiare l'ascensione al cielo dell'anima dell'imperatore. Il primo eroe romano "storico" divinizzato fu Romolo, che divenne Quirino dopo la sua leggendaria scomparsa.
La tradizione dell'apoteosi imperiale ebbe inizio con la dichiarazione del Senato della divinizzazione di Giulio Cesare dopo la sua uccisione nel 44 a.C., atto che scosse l'opinione pubblica di Roma. Quando Augusto morì 58 anni più tardi, ricevette anche lui onori simili e, a suo tempo, uguali onori ebbe Livia Drusilla, fornendo così un modello per i futuri imperatori ed imperatrici. Gli obiettivi dell'atto erano di rinforzare la maestà della carica imperiale e, più immediatamente, di associare l'imperatore in carica a un illustre predecessore. Per esempio, quando Settimio Severo rovesciò Didio Giuliano per prendere il potere nel 193, favorì l'apoteosi di Pertinace, che aveva regnato prima di Giuliano. Ciò permise a Severo di presentarsi come erede e successore di Pertinace, sebbene i due non fossero imparentati.
L'Apoteosi non era garantita a tutti. Coloro che non erano ricordati con benevolenza o non erano graditi ai loro successori, generalmente non venivano divinizzati. Per esempio, Caligola e Nerone, che erano considerati da molti contemporanei come tiranni e il cui regno terminò in modo violento, non furono divinizzati dopo la loro morte. Così accadde anche ad Eliogabalo, Geta, Massimino Trace e Domiziano. Commodo, anche lui assassinato e condannato a damnatio memoriae per la sua crudeltà, autocrazia e stravaganza, fu però riabilitato da Settimio Severo per cercare il favore della famiglia superstite di Marco Aurelio (padre di Commodo); in un anno passò quindi dall'essere un nemico dello Stato secondo il Senato, alla condizione di divo Commodo.
Gli imperatori che venivano divinizzati, venivano chiamati con il titolo di divus, che precedeva tutti i loro nomi. Infatti, Claudio veniva chiamato divus Claudius. Questa parola viene spesso tradotta come "dio" (quindi, "Claudio il dio") ma ciò non è esatto; una miglior traduzione sarebbe "divino" (quindi, "il divino Claudio"), un'espressione più leggera che gli intellettuali romani potevano accettare come metaforica. Nel tardo impero, questo onore divenne sempre più associato in modo automatico agli imperatori morti, fino al punto che divenne quasi un sinonimo della moderna espressione "fu" (come dire, per esempio, "il fu Claudio"). Il fatto che divus avesse perso molto del suo significato religioso lo si capisce dal fatto che venne attribuito anche ai primi imperatori cristiani dopo la loro morte (p. es., divus Constantinus).
Quando l'apoteosi divenne parte della vita politica romana nella tarda repubblica e nel primo impero, cominciò a essere trattata in contesti letterari. Nell'Eneide, Virgilio raffigura la deificazione di Enea, dicendo che verrà accompagnato sulle scale dell'Olimpo, e cita l'apoteosi di Giulio Cesare. Anche Ovidio descrive l'apoteosi di Cesare nel libro XV delle Metamorfosi e attende la glorificazione di Ottaviano.
La nozione di apoteosi venne parodiata da Lucio Anneo Seneca nel suo Divi Claudii Apocolocyntosis (La Zucchificazione dell'Imperatore Claudio), nella quale Claudio non viene trasformato in un dio, ma in una zucca. Questa opera satirica non solo irrideva il fatto che il notoriamente goffo e malparlato Claudio potesse essere una divinità, ma rivelava una certa irriverenza nei confronti dell'idea del culto del governante, almeno tra le classi educate di Roma, o più probabilmente il livore di Seneca verso Claudio, la cui moglie aveva fatto erigere il tempio del Divo Claudio, tributandogli un culto pubblico.

#### Divi e dive
Nota: la data tra parentesi si riferisce al dies Natalis, il giorno della celebrazione di ciascun divo imperatore, così come viene riportata nei calendari tardo-romani.
- Giulio Cesare
- Augusto e Livia Drusilla (N. Augusti: 23 settembre)
- Drusilla (sorella di Caligola, provvedimento poi decaduto dopo l'omicidio dell'imperatore)
- Claudio (N. Claudi: 10 maggio)
- Vespasiano (N. Vespasiani: 17 novembre)
- Tito (N. Divi Titi: 30 dicembre)
- Nerva (N. Nervae: 8 novembre)
- Traiano, Ulpia Marciana e Pompeia Plotina (N. Traiani: 18 settembre)
- Adriano, Salonina Matidia e Vibia Sabina (N. D. Hadriani: 24 gennaio)
- Antinoo (amante di Adriano)
- Antonino Pio e Annia Galeria Faustina maggiore (Pii Antonini: 19 settembre)
- Marco Aurelio e Annia Galeria Faustina minore (N. Marci Antonini: 26 aprile)
- Lucio Vero (N. Divi Veri: 15 dicembre)
- Commodo? (il suo nome è incluso nella serie dei divi antoniniani di Decio, una serie di monete che celebrano i divi augusti; forse Commodo fu considerato divus per breve tempo durante il periodo severiano e subito dopo)
- Pertinace (N. Divi Pertinacis: 1º agosto)
- Settimio Severo e Giulia Domna (Divi Severi: 10 aprile)
- Alessandro Severo (N. Alexandri: 1º ottobre)
- Gordiano III (N Gordiani: 20 gennaio)
- Gallieno
- Claudio il Gotico
- Aureliano (N. Aureliani: 8 settembre)
- Cecilia Paolina
- Vittorino (divinizzato dal senato dell'Imperium Galliarum)
- Valerio Romolo (figlio di Massenzio, culto probabilmente decaduto sotto Costantino)
- Diocleziano

A partire da Diocleziano e Massimiano, gli imperatori presero a divinizzarsi usualmente già in vita (cosa già tentata da Caligola, Domiziano, Settimio Severo e Aureliano), assumendo i titoli di dominus et deus, sebbene la vera apoteosi venisse effettuata solo dopo la morte. Diocleziano fu l'ultimo imperatore ad essere onorato con questa cerimonia e un culto postumo a lui dedicato.
Costantino fu nominato non divo ma isapostolo; i successori ebbero lo stesso titolo a parte il pagano Giuliano. Teodosio I nel 380 vietò le cerimonie pagane.

### L'apoteosi in epoca cristiana
Nel IV secolo d.C., col tramonto della religione pagana e dei suoi riti, la pratica dell'apoteosi ufficialmente decadde. Pur tuttavia, essa appare quasi del tutto conforme alla canonizzazione dei Santi. Le pratiche di culto, di venerazione e di profitto monetario appaiono infatti pressoché identiche.
Divus fu sostituito dal titolo di isapostolo in vita e talvolta dalla santificazione dopo la morte di alcuni imperatori particolarmente meritori per la Chiesa cattolica o la Chiesa orientale, come il primo imperatore cristiano Costantino, sua madre Flavia Giulia Elena, la coppia imperiale Elia Pulcheria e Marciano, Teodosio I, Giustiniano I con la moglie Teodora, l'imperatrice regnante Irene di Atene, la reggente Teodora Armena e molti altri imperatori bizantini.
Riservata perciò, in ambito cattolico, esclusivamente a santi e beati, non poteva accadere che anche un laico venisse divinizzato. Caso del tutto eccezionale fu, in età ancora pretridentina, l'apoteosi di Beatrice d'Este a opera del marito affranto, Ludovico il Moro, il quale ottenne di poter venerare anche religiosamente la moglie defunta, cui tributava culti umani e divini con tanto di santuario all'interno del castello, tramite l'associazione a una ipotetica Santa Beatrice.

## L'apoteosi nell'arte

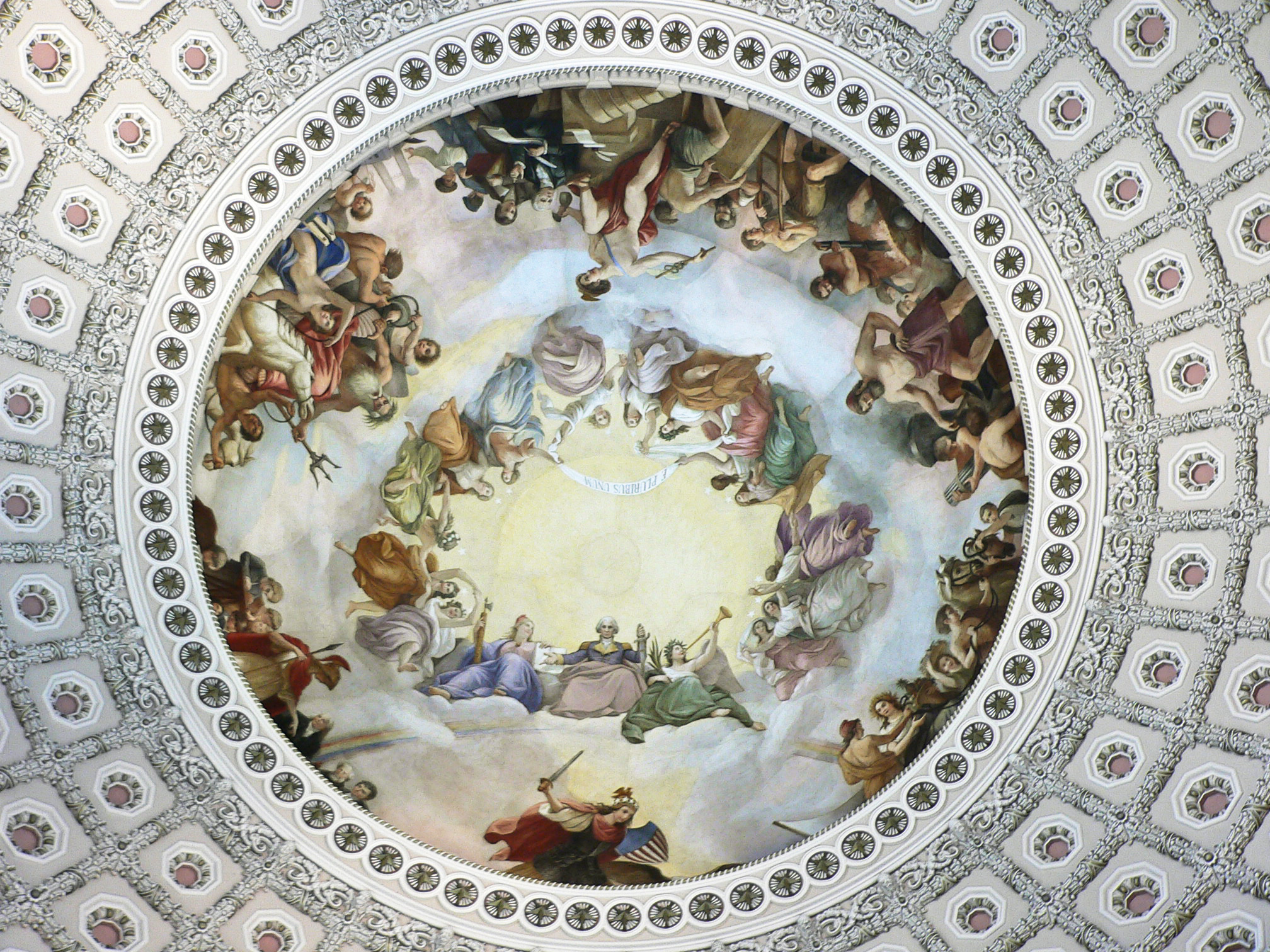
L'Apoteosi di George Washington

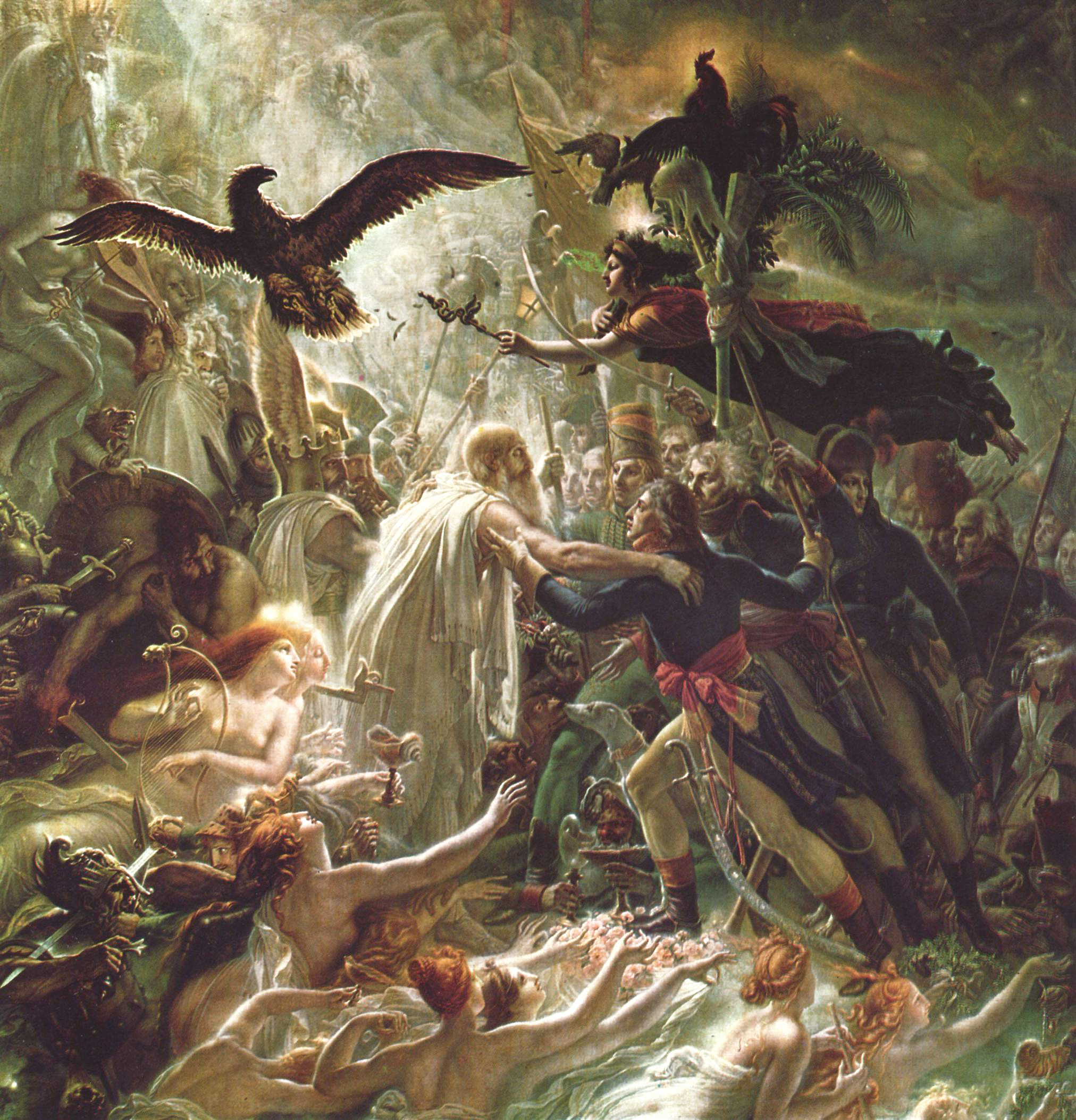
Apoteosi degli eroi della repubblica francese, Anne-Louis Girodet de Roussy-Trioson, inizio del XIX secolo.

Venuto meno il significato politico e religioso dopo la scomparsa dell'Impero romano, l'apoteosi rimase però una delle tipiche raffigurazioni artistiche della gloria postuma di santi, re, artisti, eroi o personaggi famosi. Tipicamente il tal senso il soggetto glorificato viene rappresentato nell'atto di essere sollevato al cielo. Gli artisti usarono il concetto per motivi che andavano dal reale rispetto per il deceduto (come nell'affresco di Costantino Brumidi L'Apoteosi di George Washington sulla cupola del Campidoglio degli Stati Uniti a Washington o nell'affresco di Andrea Appiani con l'Apoteosi di Napoleone a Palazzo reale a Milano), al commento artistico (l'Apoteosi di Omero di Salvador Dalí), all'effetto comico.